# Sneckdown

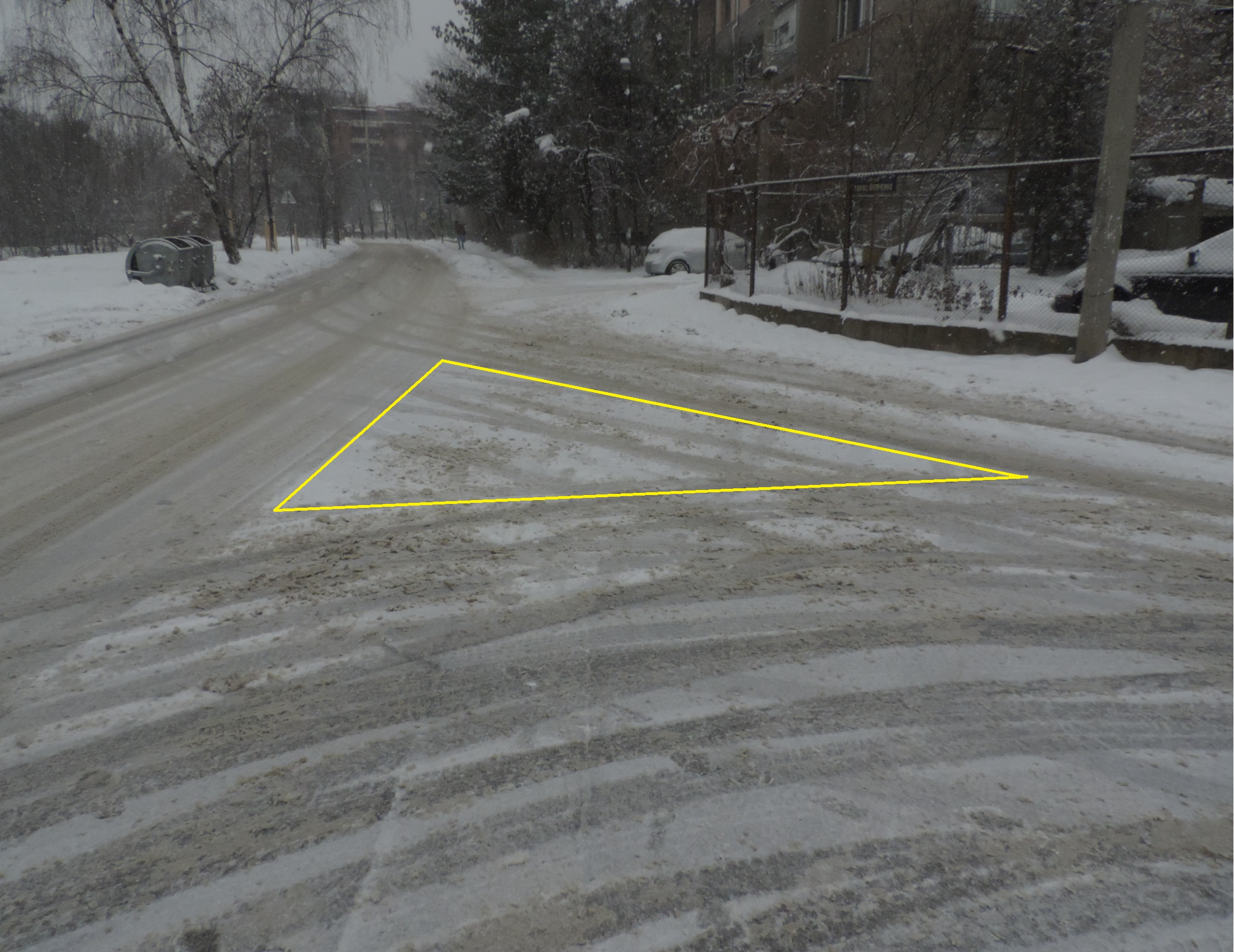
Sneckdown sur un carrefour en T.

Un sneckdown, parfois traduit par le néologisme améneigement, est une étendue de neige au sol qui permet de distinguer la surface réellement occupée par les usagers d'un espace donné.

## Exemples
Lorsqu’une voie de circulation est enneigée, les traces laissées par les voitures sur la neige révèlent par contraste les espaces qui pourraient être rendus aux piétons,,.
Ainsi, les carrefours pourraient être arrondis pour améliorer la sécurité routière, les trottoirs élargis et de l'espace rendu au public.
Inventé par le fondateur de Streetsblog Aaron Naparstek, le mot sneckdown est la contraction des mots anglais snowy (enneigé) et neckdowns (saillie de trottoir). Le terme, popularisé par le directeur de Streetfilms Clarence Eckerson Jr., s'est largement répandu grâce aux médias sociaux. Le terme apparaît sur Twitter pour la première fois le 2 janvier 2014 à 11:19pm EST[pertinence contestée]. D'autres mots-clefs Twitter ont été utilisés en anglais pour décrire les mesures de ralentissement du trafic basées sur la neige, comme #plowza, #slushdown, #snovered et #snowspace[pertinence contestée].

## Avantages
En révélant l'espace inutilisé sur la route, le sneckdown
permet aux urbanistes de voir les éventuelles modifications de structures routières. Il est ainsi possible de faciliter le cheminement des piétons ou d'augmenter la surface plantée, ce qui améliore l'absorption de l'eau de pluie par le sol et réduit le ruissellement.

## Exemples
Grâce aux réseaux sociaux, des communautés ont été créées dans de grandes villes où la neige est plus courante comme à Montréal, Toronto au Canada et New York aux États-Unis.
À Philadelphie, en Pennsylvanie en 2011, à l'intersection de la rue Baltimore et de la 48e, un sneckdown a inspiré l'amélioration de l'environnement piétonnier.
Dans les années 1980 en Australie, des urbanistes utilisaient de la farine aux intersections pour observer quelques heures plus tard les déplacements des véhicules. En l'absence de neige, l'agencement des feuilles permet d'observer les traces de véhicules en automne.